# Моттафоллоне
Моттафоллоне (итал. Mottafollone) — коммуна в Италии, располагается в регионе Калабрия, подчиняется административному центру Козенца.
Население составляет 1515 человек, плотность населения составляет 51 чел./км². Занимает площадь 30 км². Почтовый индекс — 87010. Телефонный код — 0981.
Покровителем коммуны почитается святой Антоний Великий, празднование 17 января.